# 山名豊暄
山名 豊暄（やまな とよあきら）は、江戸時代中期の交代寄合。但馬国村岡領主。

## 経歴
山名豊就の子。延享4年（1747年）、父の死去により、家督を継いだ。
寛延3年（1750年）の須原屋版武鑑に「七千石　但州志津見　てつほうす　山名主殿」とある。
明和2年（1765年）4月、実子の栄之丞が早世していたため、柳川藩主立花鑑通の弟である立花致知（靱負。立花貞俶の八男）を婿養子とした。。致知は山名家に入って豊貴、後に義徳に改名した。
明和6年（1769年）、死去。享年56。

## 系譜
- 父：山名豊就（1686-1747）
- 母：不詳
- 正室：喜連川茂氏の娘
- 生母不明の子女
  - 男子：栄之丞 - 早世
  - 女子：山名義徳室
- 養子
  - 男子：山名義徳（1740-1820） - 立花貞俶の八男